# Blount Springs
Blount Springs é uma comunidade não incorporada localizada no condado de Blount, no estado norte-americano do Alabama.